# Franz Dampfhofer
Franz Dampfhofer est un peintre et dessinateur autrichien.

## Biographie
Franz Dampfhofer est né le 28 juin 1946 à Voitsberg et a grandi à Köflach, où il a également fréquenté l'école primaire et secondaire. Après un apprentissage de peinture sur verre de deux ans à la verrerie de Köflach (Stölzle-Glasgruppe (de)), il étudia de 1962 à 1966 à l'école des arts appliqués de Graz dans la classe de Rudolf Szyszkowitz (Maler) (de). De 1968 à 1972, Franz Dampfhofer fut l'élève de Rudolf Hausner à l'Académie des Beaux-Arts de Vienne. Depuis lors, Franz Dampfhofer a vécu en tant qu'artiste indépendant à Vienne et à Köflach.

Œuvres
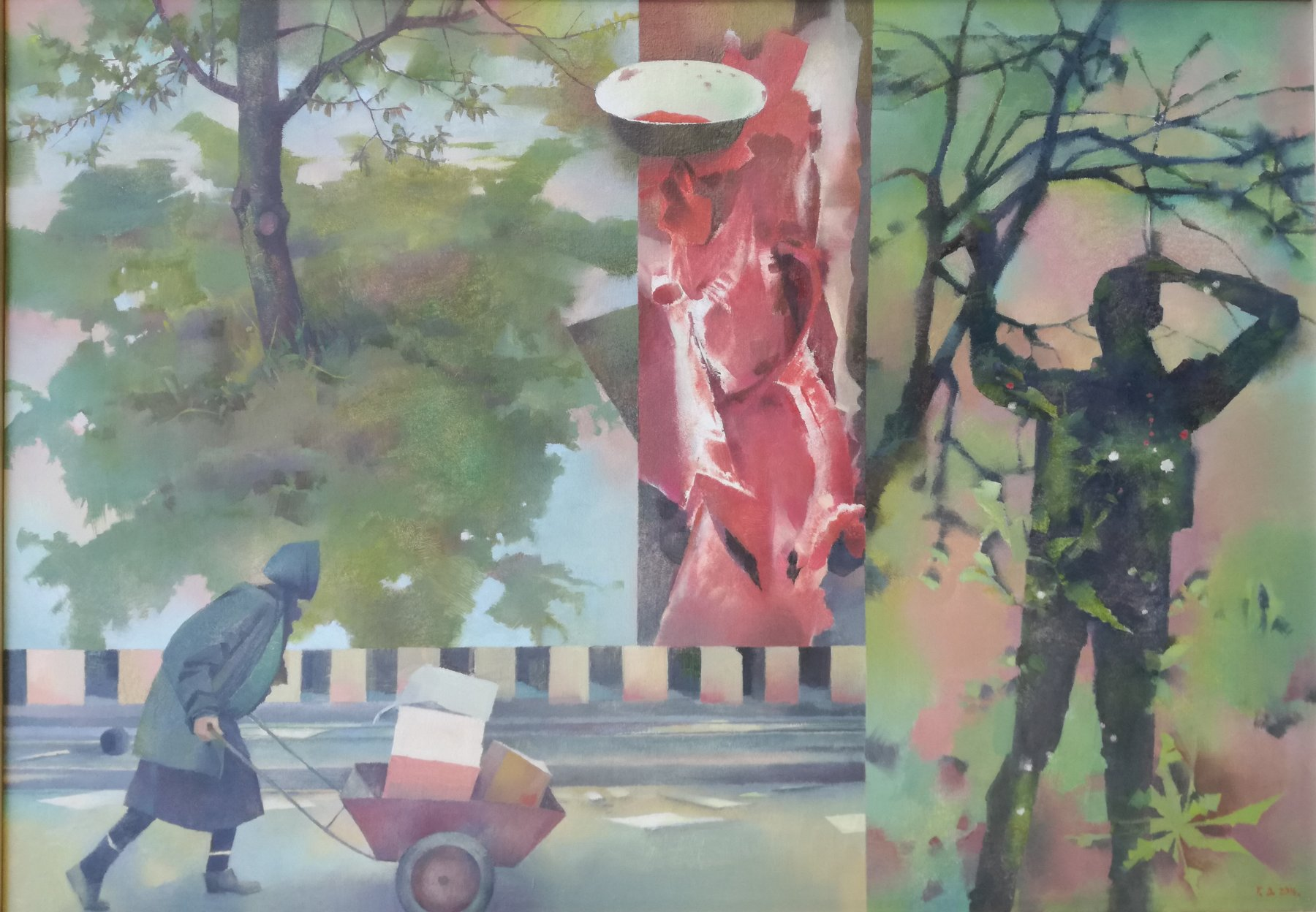
Simultan
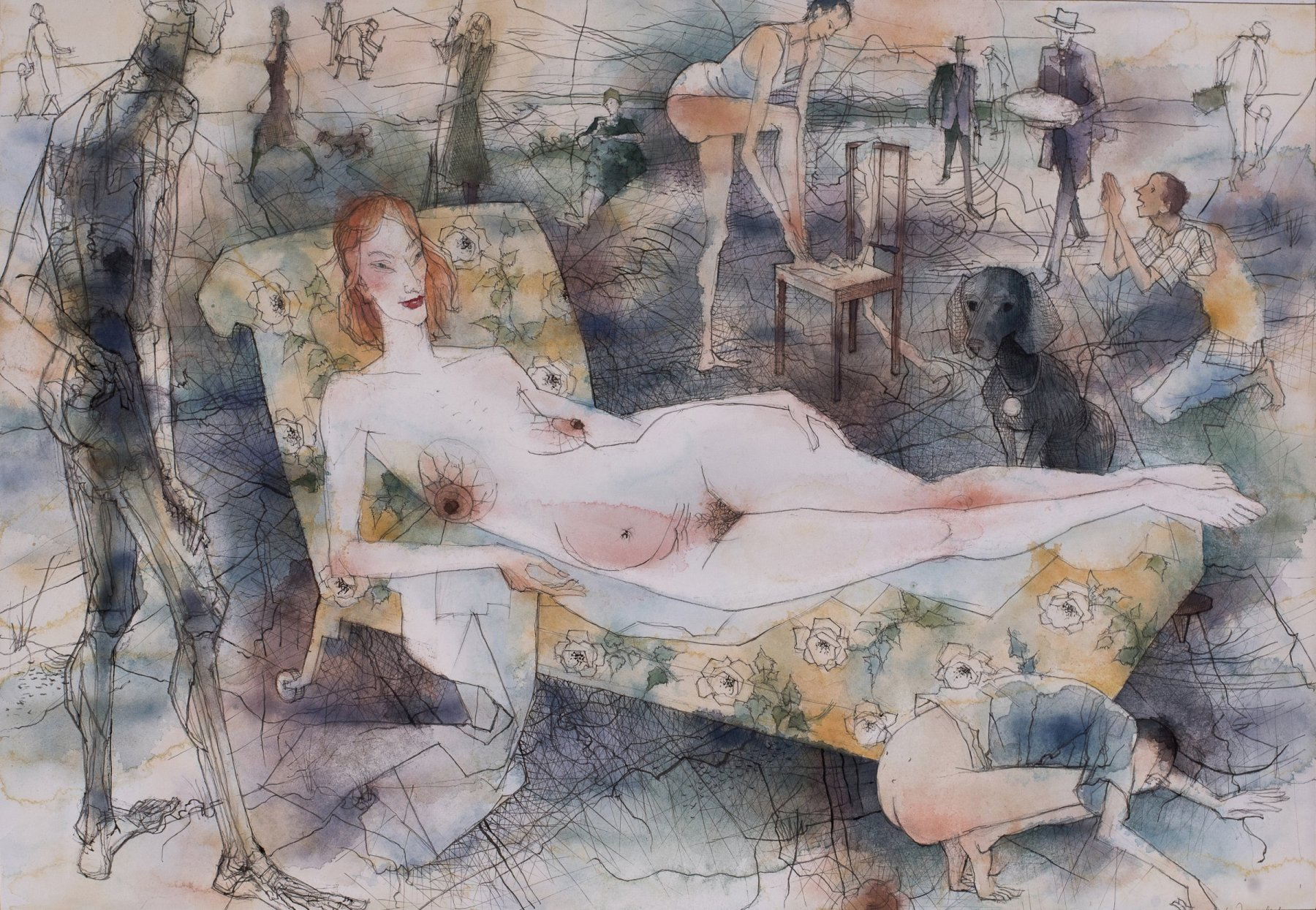
Wer bist du?
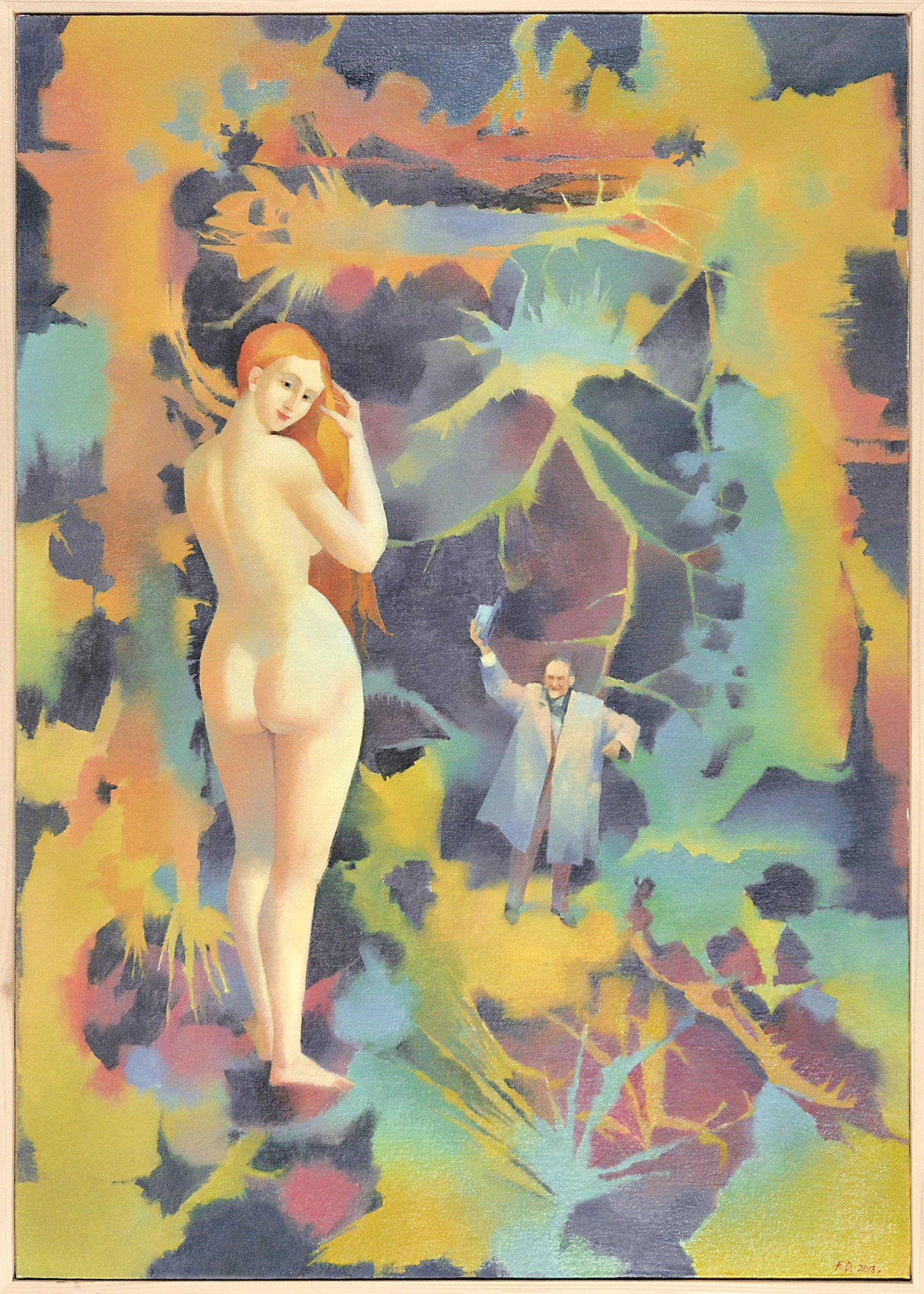
Habe die Ehre?

## Expositions
- 1983 : Musée universel de Joanneum[1]
- 2018: Bildunghaus Schloss St. Martin (Graz) (de)[2],[3]
- 2020 : Im Meer des Irrtums, Rathaus Voitsberg (de)[4]
- 2020 : Automne styrien (de)
- 2020 : avec d'autres artistes, il figure dans la collection permanente de l'hôtel de ville de Bärnbach[5]